# سینمای آفریقای غربی
سینمای آفریقای غربی یا سینمای غرب آفریقا به بدنه سینمایی، تاریخ سینما و تولید فیلم‌های مستقل یا مشترک در این منطقه اشاره دارد. سینمای این منطقه شامل کشورهای بنین، بورکینافاسو، سنگال، غنا، کیپ ورد، لیبریا، نیجر و نیجریه است. سینمای آفریقای غربی بخشی از سینمای آفریقا محسوب می‌شود که خود، زیرمجموعه سینمای جهان است؛ اصطلاحی که در دنیای انگلیسی‌زبان، به هر فیلمی که زبانی غیر از انگلیسی دارد گفته می‌شود.
در بین کشوهای این منطقه از آفریقا، سینمای نیجریه با فاصله بسیار از دیگر کشورها قرار گرفته‌است. اگرچه سینمای بورکینافاسو و سنگال نیز در ۲ دهه اخیر روندی رو به رشد داشتند. تولید مشترک بین سینمای نیجریه و کشورهای غرب و مرکزی آفریقا باعث تنوع آثار و تولید سرانه سالیانه بیشتری شده‌است.